# FIS wereldkampioenschappen snowboarden 2003
De wereldkampioenschappen snowboarden 2003 werden van 13 tot en met 19 januari 2003 gehouden in Kreischberg, Oostenrijk. Er stonden negen onderdelen op het programma, vijf voor mannen en vier voor vrouwen. Het onderdeel reuzenslalom voor mannen en vrouwen verdween van het programma, nieuw op het programma was het onderdeel Big Air voor mannen.

## Medailles

### Mannen
| Onderdeel            | Goud              | Goud | Zilver           | Zilver | Brons         | Brons |
| -------------------- | ----------------- | ---- | ---------------- | ------ | ------------- | ----- |
| Big Air              | Risto Mattila     | FIN  | Simon Ax         | SWE    | Antti Autti   | FIN   |
| Halfpipe             | Markus Keller     | SUI  | Stefan Karlsson  | SWE    | Steven Fisher | USA   |
| Parallelreuzenslalom | Dejan Kosir       | SLO  | Simon Schoch     | SUI    | Nicolas Huet  | FRA   |
| Parallelslalom       | Siegfried Grabner | AUT  | Mathieu Bozzetto | FRA    | Simon Schoch  | SUI   |
| Snowboardcross       | Xavier de Le Rue  | FRA  | Seth Wescott     | USA    | Drew Neilson  |       |

### Vrouwen
| Onderdeel            | Goud           | Goud | Zilver            | Zilver | Brons             | Brons |
| -------------------- | -------------- | ---- | ----------------- | ------ | ----------------- | ----- |
| Halfpipe             | Doriane Vidal  | FRA  | Nicola Pederzolli | AUT    | Fabienne Reuteler | SUI   |
| Parallelreuzenslalom | Ursula Bruhin  | SUI  | Julie Pomagalski  | FRA    | Heidi Renoth      | GER   |
| Parallelslalom       | Isabelle Blanc | FRA  | Karine Ruby       | FRA    | Sara Fischer      | SWE   |
| Snowboardcross       | Karine Ruby    | FRA  | Ursula Fingerlos  | AUT    | Victoria Wicky    | FRA   |

### Medaillespiegel
| Plaats | Land             | Goud | Zilver | Brons | Totaal |
| 1      | Frankrijk        | 4    | 3      | 2     | 9      |
| 2      | Zwitserland      | 2    | 1      | 2     | 5      |
| 3      | Oostenrijk       | 1    | 2      | 0     | 3      |
| 4      | Finland          | 1    | 0      | 1     | 2      |
| 5      | Slovenië         | 1    | 0      | 0     | 1      |
| 6      | Zweden           | 0    | 2      | 1     | 3      |
| 7      | Verenigde Staten | 0    | 1      | 1     | 2      |
| 8      | Canada           | 0    | 0      | 1     | 1      |
| 8      | Canada           | 0    | 0      | 1     | 1      |
| Totaal | Totaal           | 9    | 9      | 9     | 27     |